# Kuala Lumpur Open ottobre 1993
Il Kuala Lumpur Open dell'Ottobre 1993 è stato un torneo di tennis giocato sul sintetico indoor. È stata la 2ª edizione dell'evento, che fa parte dell'World Series nell'ambito dell'ATP Tour 1993. Il torneo si è giocato a Kuala Lumpur, in Malaysia, dal 27 settembre al 3 ottobre 1993.

## Campioni

### Singolare
Michael Chang ha battuto in finale  Jonas Svensson con il punteggio di 6–0, 6–4

### Doppio
Jacco Eltingh /  Paul Haarhuis hanno battuto in finale  Jonas Björkman /  Lars-Anders Wahlgren con il punteggio di 7–5, 4–6, 7–6